# 일 니뇨
일 니뇨(Ill Niño)는 미국 뉴저지에서 결성된 6인조 메탈밴드이다. 멤버 대부분이 히스패닉계이다.